# Cherasco
Cherasco – miejscowość i gmina we Włoszech, w regionie Piemont, w prowincji Cuneo.
Według danych na rok 2004 gminę zamieszkiwało 7196 osób, 88,8 os./km². Miejscowość słynie z hodowli ślimaków i targów staroci.

## Historia
- 1243 - zostaje zbudowana twierdza, która dała początek miastu;
- 1348 - ukończony został zamek rodu Viscontów;
- 1796 - w Palazzo Salmatori Sabaudowie podpisują akt kapitulacji przed wojskami Napoleona